# Rättfärdighet i Jesu blod
Rättfärdighet i Jesu blod - sång av Maria Lundell, skriven 1878. Den beskriver i sin första del läran om rättfärdiggörelsen, "denna krona, denna skrud / som Jesus mig förvärvat har", och övergår i sin senare del till att bli en jublande lovsång. 
Sången har sju strofer och har sjungits dels på samma melodi som Se, Jesus är ett tröstrikt namn, dels på samma melodi som Nu är det pingst (Lilla Psalmisten 1909).

## Publicerad i
- Sionstoner 1935 som nr 373 under rubriken "Nådens ordning: Trosliv och helgelse".
- Guds lov 1935 som nr 193 under rubriken "Rättfärdiggörelsen"
- Lova Herren 1988 som nr 470 under rubriken "Guds barns trygghet och frid".